# Gräsmarks socken
Gräsmarks socken i Värmland ingick i Fryksdals härad, ingår sedan 1971 i Sunne kommun och motsvarar från 2016 Gräsmarks distrikt.
Socknens areal är 407,43 kvadratkilometer varav 366,25 land.  År 2000 fanns här 1 178 invånare. Högfors bruk samt tätorten Uddheden med sockenkyrkan Gräsmarks kyrka ligger i socknen.
Den genuina dialekten i Gräsmark är Gräsmarksmålet.

## Administrativ historik
Socknen bildades 1751 genom en utbrytning ur Sunne socken. Den utbrutna kapellförsamlingen blev annexförsamling 27 oktober 1796. 
Vid kommunreformen 1862 övergick socknens ansvar för de kyrkliga frågorna till Gräsmarks församling och för de borgerliga frågorna bildades Gräsmarks landskommun. Landskommunen uppgick 1971 i Sunne kommun.
1 januari 2016 inrättades distriktet Gräsmark, med samma omfattning som församlingen hade 1999/2000.
Socknen har tillhört län, fögderier, tingslag och domsagor enligt vad som beskrivs i artikeln Fryksdals härad. De indelta soldaterna tillhörde Värmlands regemente och Livkompaniet.

## Geografi
Gräsmarks socken ligger nordost om Arvika kring sjön Kymmen, Kymsälven och Granån med Rottnen och Rottnan i öster. Socknen har odlingsbygd utmed Rottnan och Rottnen och är i övrigt en starkt kuperad skogsbygd med höjder som når 425 meter över havet.

### Hemman i Gräsmarks socken

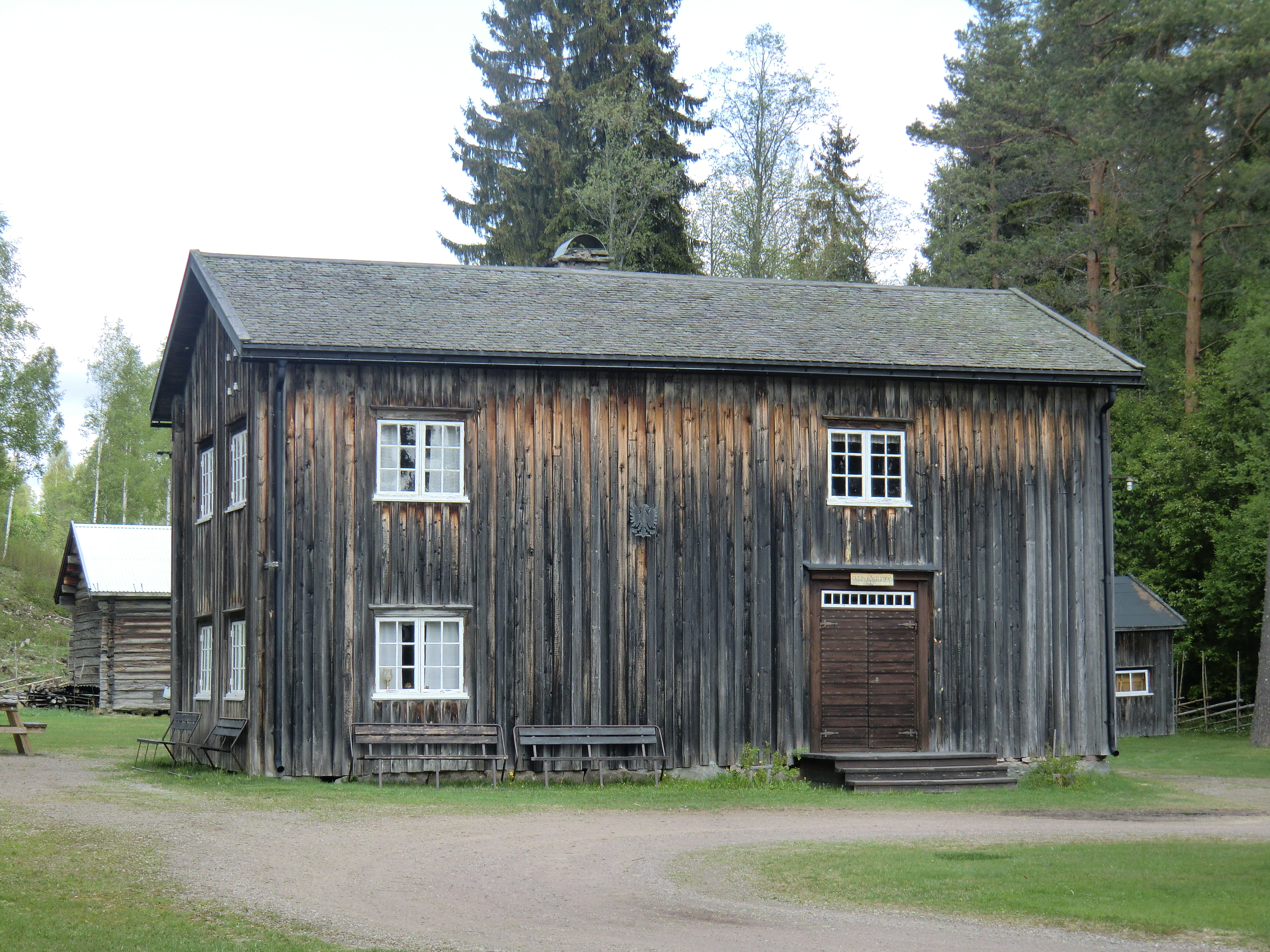
Mangårdsbyggnad från Asphagen, Kymstad hemman. Flyttad år 1928 till
Gräsmarks hembygdsgård.

Gräsmarks socken består av 44 hemman, varav 15 är skogsfinska. Med undantag av de två hela mantals hemmanen Norra och Södra Västerrottna, som är de äldsta i församlingen, tycks alla hemman ha varit utmarker till byar i Sunne socken. 
Ursprungliga utmarker till Ed hemman i Sunne socken som löstes ut år 1676 med 4 riksdaler för varje fjärdedels hemman: Fagerstad 1/8, Västanå 1/4, N:a Granbäckstorp 1/4, S:a Granbäckstorp 1/4,  Dalen 1/8, S:a Bråne 1/4, Vålön 1/4, Trötvik 1/2, samt den ej skattlagda Edsängen. Uddhedens hemman hörde både till Ed och Gettjärns hemman. 
Området sträcker sig ungefär från Högfors kraftstation i norr och Kymsälven, Granån, Rottnan samt Rottnen i öster ner till piren. Från piren i Rottnen till sydöstra hörnet av Kymmen  i söder och sen bergryggen norrut till kraftstationen i Högfors.
Ursprungliga utmarker till Tosseberg hemman i Sunne socken som löstes ut år 1661 med 3 riksdaler per skatteöre: (Östra) Gräsmarken 1/2, Granbäck 1/2, Malsjö 1/3, Grinnemo 1/3, Hedås 1/3, N. Forsnäs 1/4, N. Bråne 1/4, Långtjärn 1/4, Kärr (Västra Gräsmarken) 1/8. 
 Vid skattläggningen undantog Tosseberg ett torpställe mellan Forsnäs och Kärr, men sålde det sen till Nils Nilsson i Tosseberg för 35 riksdaler riksmynt och en sjättedel i Kärr. Detta torpställe är nu hemmanet Linnan 1/8.

Området sträcker sig huvudsakligen mellan vattendragen Granån och Rottnan, från deras samkomma i söder till sockengränsen mot Lekvattnets socken i norr. Undantagen är hemmanen Granbäck längst i syd och Långetjärn längst i norr som har sina utmarker väster om Granån i området mellan Granån, Stora Gransjön, Stora Örsjön, Svartbäcken samt sockengränsen i norr.

#### Hemmanslista
| - Berg V. - 1/2, sk, 1564 - Borrsjön - 1/8, sk, 1653 - Bråne N. - 1/4, sk, 1638 - Bråne S. - 1/4, sk, 1617 - Dalen - 1/8, sk, 1634 - Fagerstad - 1/8, sk, 1638 - Forsnäs N. - 1/4, sk, 1617 - Granbäck - 1/2, sk, 1582 - Granbäckstorp N. - 1/4, sk, 1624 - Granbäckstorp S. - 1/4, sk, 1624 | - Grinnemo - 1/3, sk, 1581 - Gräsmarken - 1/2, sk, 1564 - Hedås - 1/3, sk, 1581 - Hult - 1/8, sk, 1540 - Humsjön - 1/8, sk, 1642 - Höjden - 1/4, sk, 1641 - Kymmen - 1/3, sk, 1633 - Kymstad - 1/3, sk, 1590 - Kärr (V. Gräsmarken) - 1/8, sk, 1640 - Linnan - 1/8, sk, 17?? | - Långejanstorp - 1/4, sk, 1686 - Långenäs - 1/4, sk, 1626 - Långetjärn - 1/4, sk, 1649 - Malsjö - 1/3, sk, 1582 - Mången - 1/4, sk, 1644 - Näs V. - 5/8, sk, 1540 - Nässkogen - 1/8, sk, 17?? - Näveråsen - 1/8, sk, 17?? - Portnär - 1/4, sk, 1597 - Ragvaldstjärn - 1/8, sk, 1642 | - Sandviken - 1/4, sk, 1617 - Stenserud - 1/8, sk, 1621 - Sälsjön - 1/4, sk, 1640 - Timbonäs - 1/4, sk,1672 - Tiskaretjärn - 1/8, sk, 1640 - Trötvik - 1/2, sk, 1582 - Uddheden - 1/2, sk, 1583 - Ulvsjön - 1/8, sk, 1620 - Vålön - 1/4, sk, 1621 - Västanå - 1/4, sk, 1624 | - Västerrottna N. - 1, sk, 1540 - Västerrottna S. - 1, sk, 1540 - Ängen N. - 1/4, sk, 1620 - Ängen S. - 1/8, sk, 1620 |

#### Gräsmarks finnskog

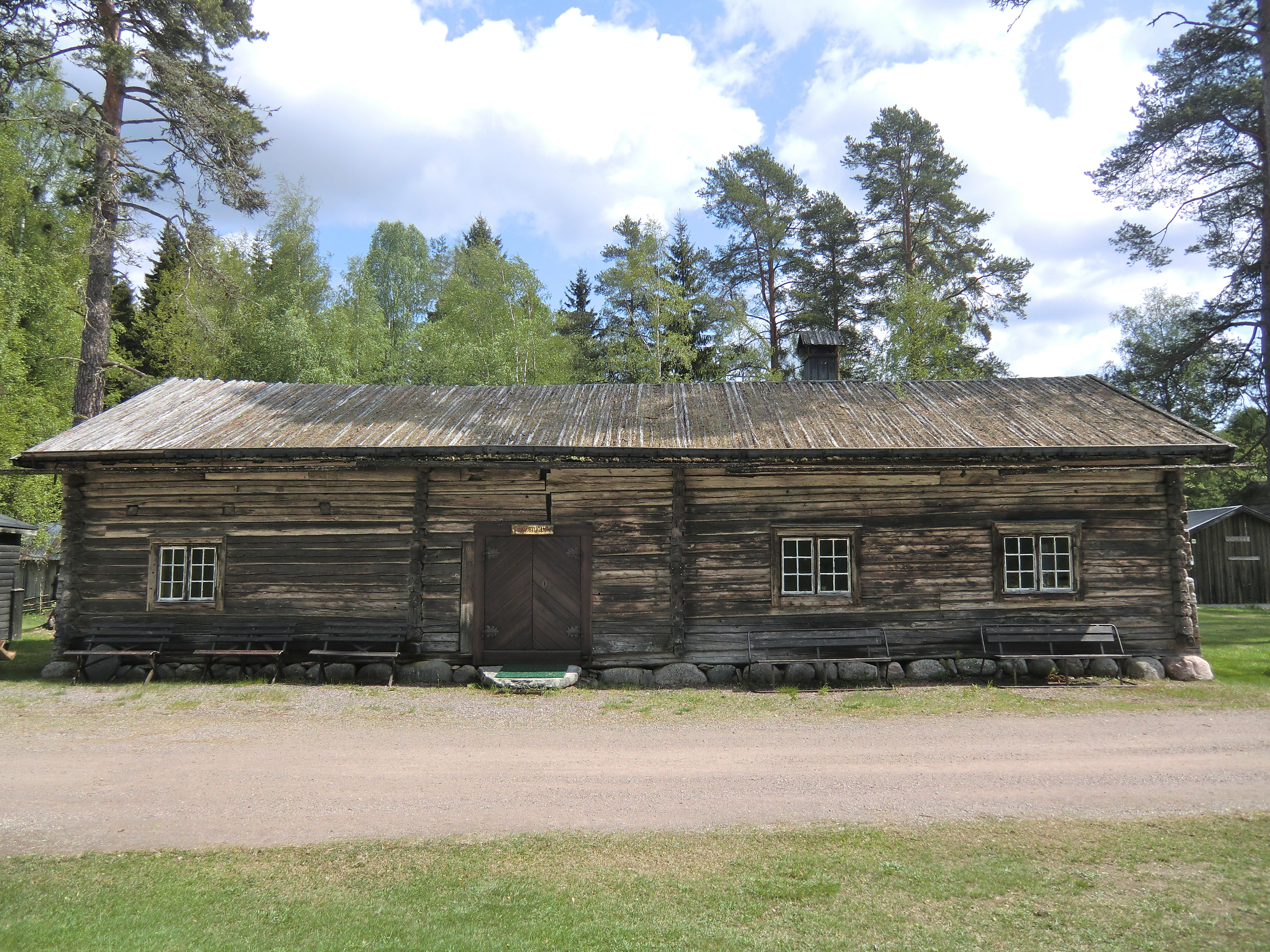
Skogfinsk rökstuga från Rintetorp, Timbonäs hemman. Flyttad år 1921 till
Gräsmarks hembygdsgård.

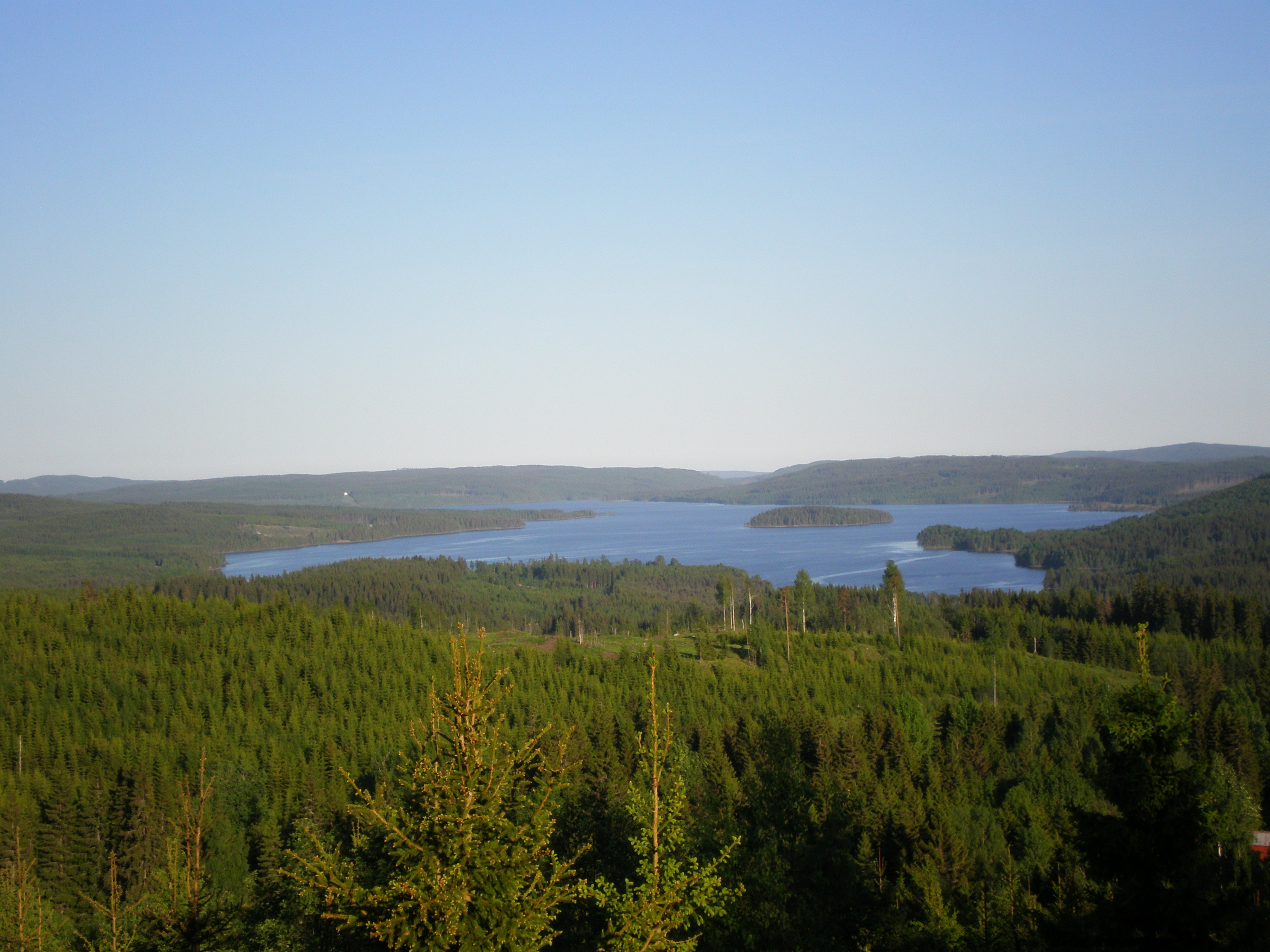
Utsikt över sjön Kymmen och Gräsmarks finnskog från Kullberget på Timbonäs hemman.
Till höger i bild syns lite av Gunnarskogs socken.

Till Gräsmarks finnskog räknas hemmanen:
- Borrsjön 1/8 (Troligen ursprunglig utmark till N:a Västerrottna)
- Humsjön 1/8 (Ursprungligen utmark till Hån, Sunne socken)
- Kymmen östra (Kymsberg) och västra 1/3 (Ursprungligen frälsetrakt åt Helgeby herrgård, Sunne socken)
- Långnäs 1/4 (Troligen ursprunglig utmark till By hemman, Sunne socken)
- Långtjärn 1/4 (Ursprungligen utmark till Tosseberg hemman, Sunne socken)
- Långjohanstorp 1/4 (Ursprungligen utmark till S:a Västerrottna hemman)
- Mången 1/4 (Sägs vara köpt av S:a Västerrottna hemman för 50 riksdaler)
- Nässkogen 1/8 (Ursprungligen utmark till Näs hemman)
- Ragvaldstjärn 1/8 (Ursprungligen utmark till Hälleberg hemman, Sunne socken)
- Sälsjön 1/4 (Ursprungligen utmark till S:a Västerrottna hemman)
- Timbonäs 1/4 (Troligen ursprunglig utmark till By hemman, Sunne socken)
- Tiskaretjärn 1/8
- Ulvsjön 1/8 (enligt 1659 års dombok har det legat öde)
- N:a Ängen 1/4 (Ursprungligen utmark till N:a Västerrottna hemman)
- S:a Ängen 1/8 (Ursprungligen utmark till Gunnerud i Sunne socken eller S:a Västerrottna)

## Fornlämningar
Boplatser från stenåldern har påträffats. Gravkullar och skålgropsförekomster är funna.

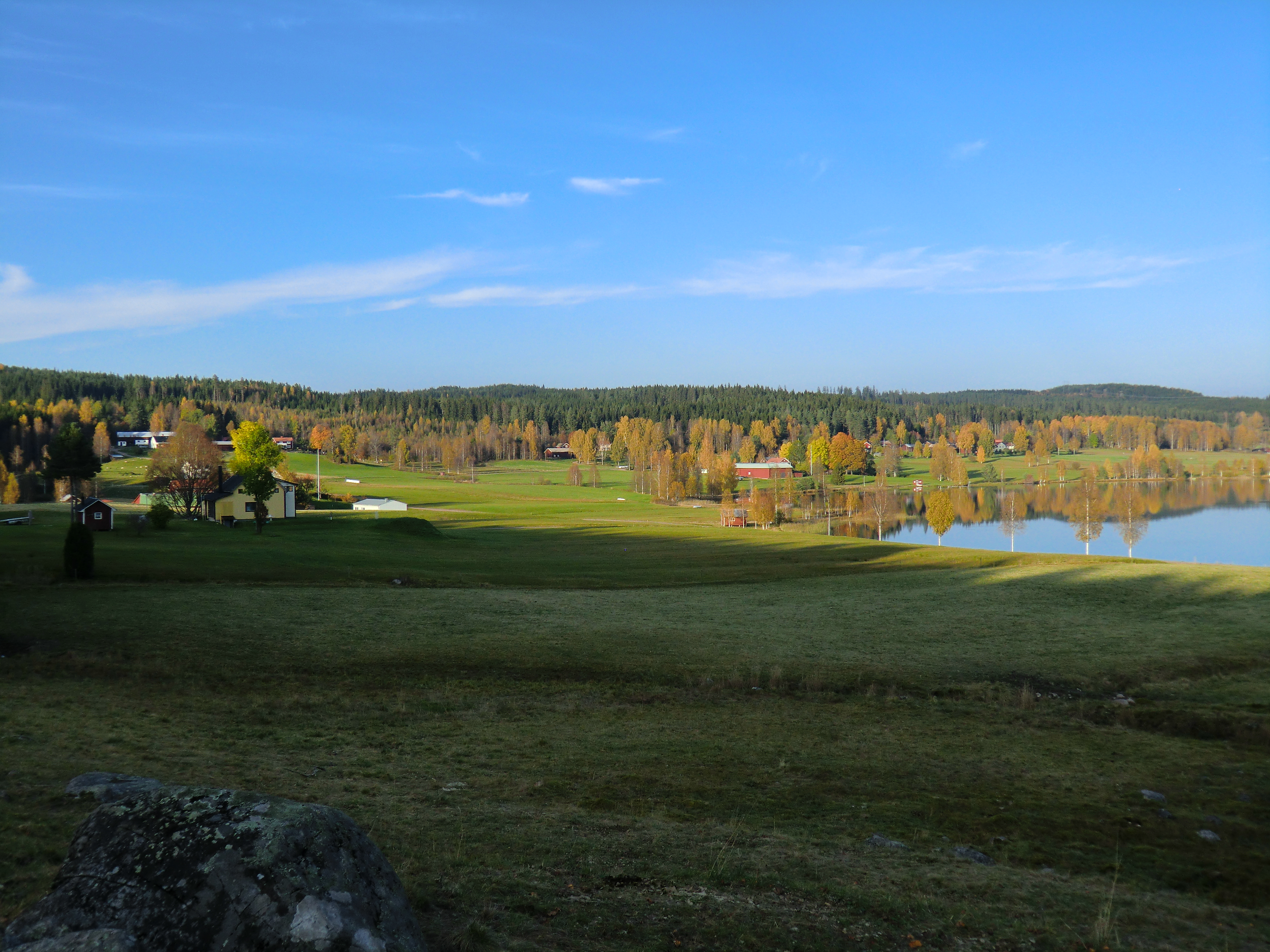
Hemmanet Gräsmarken vid Grässjön i norra Gräsmark, namngivare till Gräsmarks socken.
I folkmun kallas byn Gräsmarksgård.

## Namnet
Namngivare till socknen är hemmanet Gräsmarken vid Grässjön som 1564 skrevs Gresmarcke. Efterleden är mark, förleden är gräs och syftar på sjön och de gräslika områden däromkring.

## Befolkningsutveckling
Socknen hade år 1503 endast två gårdar. 1663 invigdes områdets första kapell i Uddheden.
Under 1870-talet bodde i socknen cirka 6 000 personer. Idag är denna siffra nere i ungefär 1 000, främst på grund av stor utvandring och arbetsvandringar under perioden 1860-1920 till Nordamerika och Norrland. Befolkningsminskningen från och med 1940-talet och framåt har i stor utsträckning haft att göra med Sveriges utveckling genom industrialisering och urbanisering och den utflyttning som följde på detta.

## Personer med anknytning till bygden
- Arvid Andersson (1919–2011), tyngdlyftare, världsmästare 1946.
- Axel Aurelius (1870–1956), fotograf, svensk pionjär inom färgfoto.
- Nanny Halvardsson (1906–2017), Sveriges äldsta levande person.
- Sven Schützer-Branzén (1925–2006) bildkonstnär.[11]
- Gunhild Kulander (1925–1996), konstnär.
- Helmer Walfridson (1927–2007), företagsledare, grundare till Helmiakoncernen.
- Per-Göran Näss (1933–2015), åklagare.
- Oskar Eriksson (curlingspelare), curlingspelare, OS-guldmedaljör 2022.